# 九龍巴士267S線
九龍巴士267S線是香港的一條已停辦的早晨特快巴士路線，由兆康苑單向前往尖沙咀（中間道）。
此路線的開辦，為兆康苑居民提供多一個特快往市區的選擇，也奠定了開辦由新市鎮開往港九市區的晨早特快線的基礎。另外，此路線為九巴首條全線使用雙層空調巴士的路線。
本線在開辦初期，只有本線直達尖沙咀，當時大受屯門區乘客歡迎。自從西區海底隧道在1997年通車後，乘搭本路線前往尖沙咀碼頭轉乘渡輪往港島的乘客大幅減少。2009年夏季，西鐵綫九龍南綫通車，兆康苑居民可搭乘西鐵線直接前往尖沙咀，客量出現明顯下降，現時載客量只有30%左右，屯門公路轉車站啟用後，乘客更流失往九龍巴士63X線，即使後來提供西鐵線月票優惠都無法提升客量。
有見及此，運輸署建議將本線停辦，另開辦267X線，由兆康苑開往藍田站(經九龍東商貿區)，開拓新客源。

## 歷史
- 1991年4月8日：投入服務，為首條空調早晨特快線，也是屯門區首條往尖沙咀的巴士路線，初時途經屯門醫院、建生邨及屯門新墟一段的屯門公路，取道長沙灣道及彌敦道，以尖沙咀碼頭作終站。本路線祇在平日上午於兆康苑開出乙班，當時因輕鐵專區法例，屯門區沿途巴士站，只供上車。
- 1992年6月1日：路線改由美孚經荔枝角道、西九龍走廊、太子道西、荔枝角道後返回彌敦道。
- 2001年10月22日：配合尖沙咀碼頭巴士總站行人道擴建工程，縮短至彌敦道近中間道
- 2005年9月24日：改經富泰邨、景峰花園、屯門新墟及華都花園，不再經屯門醫院、建生邨及美孚
- 2013年9月28日：取消星期六的服務。
- 2014年10月6日至2015年5月29日：港鐵與九巴合作推出試行計劃，西鐵綫全月通加強版乘客可毋須額外付費乘搭本線[1]
- 2016年10月31日：本線因客量不足而永久停辦，最後服務日期為10月28日，以騰出資源開辦新線267X。但於2018年路線表令卻仍有此線之資料，因而為有線無車。[2]

## 服務時間
兆康苑開
- 星期一至五：07:45

星期六、日及公眾假期不設服務

## 收費
全程：$13.7
- 鴉蘭街往尖沙咀：$5.1

| - 本線設有12歲以下小童及65歲或以上長者半價優惠。 - 65歲或以上香港居民使用「樂悠咭」，以及12歲以下合資格殘疾兒童使用「殘疾人士身份」個人八達通繳付車資，均可享有每程$2.0或半價（以較低者為準）的票價優惠；12至64歲合資格殘疾人士使用「殘疾人士身份」個人八達通（包括「樂悠咭」），以及60至64歲香港居民使用「樂悠咭」繳付車資，均可享有每程$2.0或全費（以較低者為準）的票價優惠。 - 65歲或以上長者如使用長者或一般個人八達通繳付車資，則只可享有半價優惠；12至64歲合資格殘疾人士如不使用「殘疾人士身份」個人八達通，以及60至64歲人士如不使用「樂悠咭」繳付車資，必須繳付全費。 - 乘客可以現金或八達通於上車時付款，不設找續。 - 每位成人乘客可免費攜帶最多兩名4歲以下而不佔座位的兒童乘客乘車，超額之4歲以下小童必須繳付小童車費乘車。 - 持有「九巴月票」之乘客在車票有效期內，每日可享最多10程任何九龍巴士及龍運巴士路線（包括本路線，以及聯營路線的九龍巴士／龍運巴士提供的班次；惟乘搭機場「A」及「NA」線則可享原價二七折優惠（不會計算每天10次合資格車程））；而B1線則每日可享最多各2程（不會計算每天10次合資格車程）。 - 九龍巴士、城巴、龍運巴士及陽光巴士全職員工及家屬（不包括外判職員）可免費乘搭本路線，惟必須拍職員或職員家屬八達通。 - 乘客亦可透過多元化電子支付系統（e度嘟）繳付車資，包括使用非接觸式VISA卡、JCB卡、萬事達卡、銀聯卡、美國運通、大來國際、Discover Card、Apple Pay、Google Pay、Samsung Pay、AlipayHK「易乘碼」、支付寶、WeChatHK／微信支付「搭車碼」、銀聯雲閃付「乘車碼」及BOC Pay「乘車碼」。乘客使用此付款方式，使用此支付方式的乘客可享有中途下車之分段收費，以及與其他九巴／龍運獨營路線或聯營線九巴／龍運班次之轉乘優惠，惟不適用於與非九巴／龍運路線之轉乘優惠，亦不能享有「公共交通費用補貼計劃」及「長者及合資格殘疾人士公共交通票價優惠計劃」。 |

## 使用車輛
此路線開辦初期，用車行畢此路線至尖沙咀碼頭後，會全日調走九龍巴士2線，直至晚上再行走一程九龍巴士68X線線返回新界。
由於當年雙層空調巴士甚少，只有1A、2及68X線有該批巴士行走，故如遇上壞車，會臨時抽調九龍巴士67M線線的三軸雙層非空調巴士應付，並臨時降低收費。
直至1991年9月30日九龍巴士58M線線增設空調巴士服務時，才改為抽調該路線一輛空調巴士行走此路線，直至停辦為止。

## 行車路線
經：兆康路、青麟路、藍地交匯處、青山公路—嶺南段、屯貴路、青山公路（嶺南段、新墟段、青山灣段）、屯興路、屯門公路、荃灣路、葵涌道、荔枝角道、西九龍走廊、太子道西、荔枝角道及彌敦道。

### 沿線車站

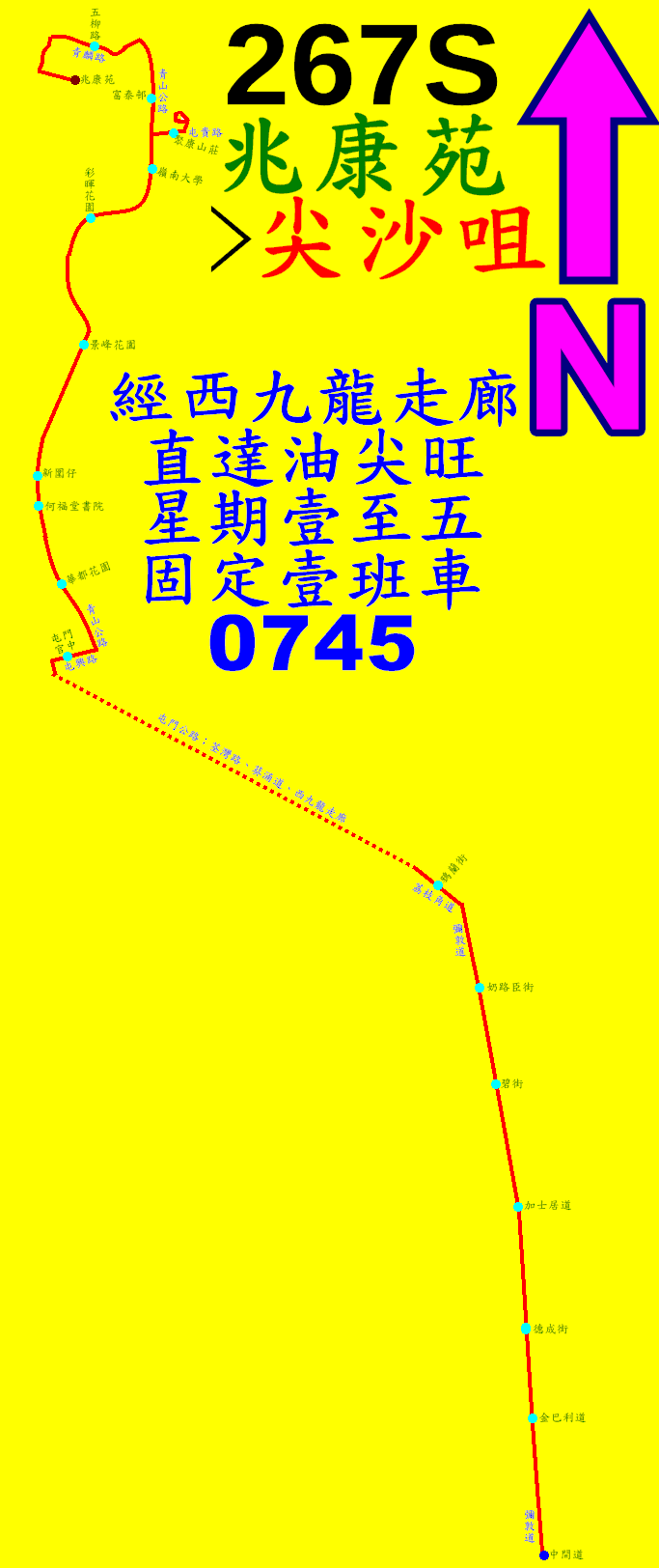
此線的走線圖

| 兆康苑開                              | 兆康苑開       | 兆康苑開           |
| 車站                                  | 車站名稱       | 位置               |
| ------------------------------------- | -------------- | ------------------ |
| 1                                     | 兆康苑巴士總站 | 兆康苑巴士總站     |
| 2                                     | 五柳路         | 青麟路             |
| 3                                     | 富泰邨         | 青山公路－嶺南段   |
| 4                                     | 聚康山莊       | 屯貴路             |
| 5                                     | 嶺南大學       | 青山公路－嶺南段   |
| 6                                     | 彩暉花園       | 青山公路－嶺南段   |
| 7                                     | 景峰花園       | 青山公路－新墟段   |
| 8                                     | 新圍仔         | 青山公路－新墟段   |
| 9                                     | 何福堂書院     | 青山公路－新墟段   |
| 10                                    | 華都花園       | 青山公路－青山灣段 |
| 11                                    | 屯門官立中學   | 屯興路             |
| 屯門公路； 荃灣路、葵涌道、西九龍走廊 |                |                    |
| 12                                    | 鴉蘭街         | 荔枝角道           |
| 13                                    | 奶路臣街       | 彌敦道             |
| 14                                    | 碧街           | 彌敦道             |
| 15                                    | 加士居道       | 彌敦道             |
| 16                                    | 德成街         | 彌敦道             |
| 17                                    | 金巴利道       | 彌敦道             |
| 18                                    | 中間道         | 彌敦道             |

## 外部連結
- 九巴267S線—九龍巴士